# Roberto Vidal Bolaño
Roberto Vidal Bolaño (Santiago de Compostela, 1950 —  Santiago de Compostela, 11 de Setembro de 2002) foi um autor e ator de teatro galego.

## Vida
Começou no mundo teatral com o grupo Antroido, com o qual o ator representaria as suas primeiras obras. Com Antroido acudiria às Amostras de Teatro Abrente de Ribadavia (1973-1980), amostras nas quais se deu a conhecer como dramaturgo e cenógrafo (com o pseudônimo de Julia Brens). 
Vidal Bolaño foi um dos maiores artífices da profissionalização do teatro galego. Após ser despedido em 1977 dum emprego bancário, este dramaturgo trabalhou para converter o Grupo Antroido na primeira companhia teatral galega.
Também foi um dos primeiros diretores que participaram do teatro institucional, levando ao cenário (com o Centro Dramático Galego) em 1984 a sua obra Agasallo de sombras.
Cultivou, além da dramática, o audiovisual, realizando roteiros para a Televisão da Galiza e a Televisión Española. Também levou à pantalha contos de grandes escritores galegos do século XX, como Ánxel Fole (Cara de Lua) e Eduardo Blanco Amor (O Noxo), e mesmo chegou a participar como ator em séries televisivas de prestígio.  
Em 2001, representa com o Centro Dramático Galego a Rosalia que Ramón Otero Pedrayo escrevera em 1958.
As suas últimas atuações seriam para o grupo "Teatro do aqui", a sua companhia nos últimos anos.

## Obra
A obra de Roberto Vidal Bolaño está marcada pela estética da derrota e a crítica da modernidade. Talvez influído por Ramón Otero Pedrayo, defende certa recuperação do popular. Cultivou igualmente, como Otero, o teatro histórico, arredor da figura de Rosalía de Castro, obras que constituem verdadeiros ensaios sobre a sua vida e obra. Porém, uma das suas maiores influencias foi o teatro de Valle-Inclán, a quem menciona várias vezes ao longo da sua obra.
As suas obras recolhem e misturam as correntes estéticas do realismo, simbolismo, surrealismo e expressionismo. São peças as suas nas quais se cuida o diálogo com o público.

### Representações Destacadas
- Laudamuco, Señor de Ningures (1976)

- Bailadela da morte ditosa (1980)

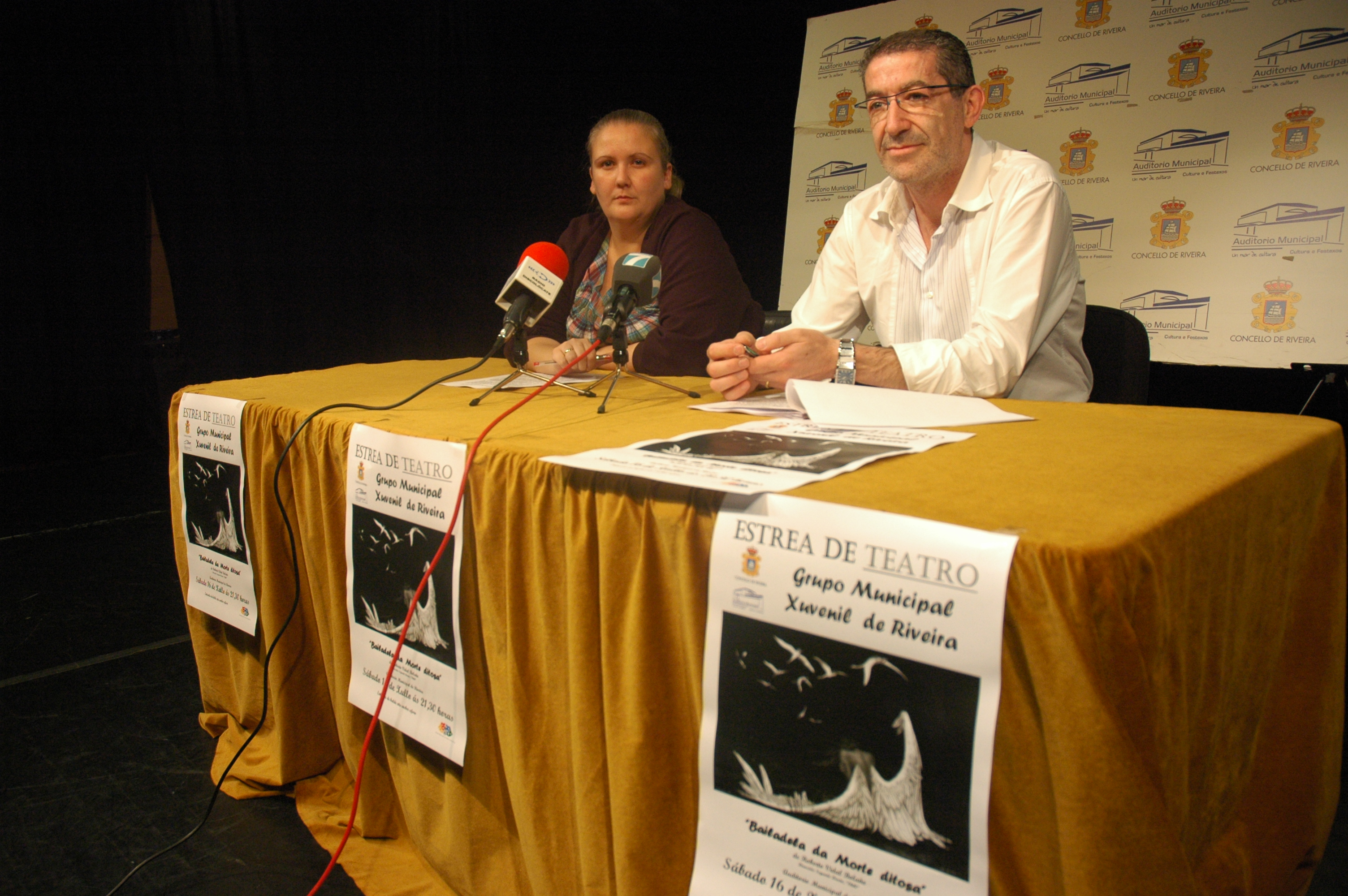
"Bailadela da morte ditosa" en Ribeira.

- A Casa dos Afogados (de Miguel Anxo Fernán-Vello)
- Rosalía (de Ramón Otero Pedrayo) (1985)
- Caprice des Dieux (1985)
- Anxeliños. Comedia Satánica (1996)
- Mar Revolto (2001)

### Obras Escritas Destacadas
Entre as suas obras, destacam-se:
- Laudamuco, Señor de Ningures (1976)
- Bailadela da morte ditosa (1980)
- Agasallo de Sombras (1992)
- Días sen Gloria (1992)
- Saxo Tenor (1993)
- As Actas Escuras (1994)
- Rastros (1998)
- O Día que os Chífanos Deixaron de Zoar

### Ensaio
- Perspectivas do Teatro Galego Actual (2002)

## Prêmios e menções honoríficas
- Abrente (1976), con Laudamuco Señor de ningures.
- Abrente  (1978) Menção Especial (Memorias de Mortos e Ausentes).
- Abrente (1980), com Bailadela da Morte Ditosa
- O Facho (1977). Menção honorífica com Xaxara, Paniogas, Tarelo, o Rapaz e o Cachamon ou Trocar en Rato Pequeno o Meirande Xigantón".
- O Facho (1979) Menção honorífica con Ruada das Papas e do Unto.
- Medalla de ouro (Prêmio cidade de Valladolid) (1983-1984) por unha adaptação teatral de textos de Xosé Luís Méndez Ferrín.
- Prêmio Rafael Dieste
- Prêmio Álvaro Cunqueiro
- Prêmio Xacobeo (1992)
- Prêmio Eixo Atlântico
- Prêmios Max de Teatro (2001) (melhor texto de teatro em língua galega)